# Paralititan
Paralititan (gr. "tità de prop del mar") és un gènere representat per una única espècie de dinosaure sauròpode titanosauroïdeu, que va viure a mitjan període Cretaci, fa aproximadament entre 96 i 94 milions d'anys, en el Cenomanià, en el que és avui Àfrica. Va ser trobat en la Formació Bahariya d'Egipte, prop de l'oasi amb el mateix nom. La gent del lloc va netejar les restes que va ser preservat en dipòsits de línia de marea que contenien la vegetació fòssil del manglar. L'ecosistema del manglar que va habitar aquest dinosaure es trobava al llarg de la riba meridional del mar de Tetis. Paralititan és el primer dinosaure del que s'ha demostrat que habitava un bioma de manglar.
S'ha trobat part d'un fèmur i d'un membre anterior; el seu húmer va arribar a mesurar 1,67 metres de llarg, sent el més llarg trobat en l'actualitat per a un animal terrestre. Poc és el que es pot saber sobre l'animal. Es calcula que va aconseguir un pes de 59 tones. Usant a saltasaure com a guia, Kenneth Carpenter va estimar que hauria arribat a mesurar 26 metres de llarg. Els fòssils foren trobats en una regió de marismas prop del mar amb manglars, per la qual cosa es calcula que la vegetació va ser exuberant. A més s'han trobat restes de peixos, taurons i tortugues, al costat d'altres dinosaures com els gegants depredadors carcarodontosaure, bahariasaure i espinosaure i altres titanosàurids com l'egiptosaure.